# Вольная борьба на летних Олимпийских играх 1952 — свыше 87 кг
Соревнования по вольной борьбе в рамках Олимпийских игр 1952 года в тяжёлом весе (свыше 87 килограммов) прошли в Хельсинки с 20 по 23 июля 1952 года в «Exhibition Hall I».
Турнир проводился по системе с начислением штрафных баллов. За чистую победу штрафные баллы не начислялись, за победу по очкам борец получал один штрафной балл, за любое поражение (по очкам со счётом 2-1, со счётом 3-0 или чистое поражение) — три штрафных балла. Борец, набравший пять штрафных баллов, из турнира выбывал. Трое оставшихся борцов выходили в финал, проводили встречи между собой. Схватка по регламенту турнира продолжалась 15 минут. Если в течение первых десяти минут не было зафиксировано туше, то судьи могли определить борца, имеющего преимущество. Если преимущество никому не отдавалось, то назначалось шесть минут борьбы в партере, при этом каждый из борцов находился внизу по три минуты (очередность определялась жребием). Если кому-то из борцов было отдано преимущество, то он имел право выбора следующих шести минут борьбы: либо в партере сверху, либо в стойке. Если по истечении шести минут не фиксировалась чистая победа, то оставшиеся четыре минуты борцы боролись в стойке.
В тяжёлом весе боролись 13 участников. Несомненным фаворитом соревнований был шведский борец Бертиль Антонссон, вице-чемпион предыдущих олимпийских игр, чемпион Европы 1946 и 1949 годов, чемпион мира 1951 года. Он предсказуемо вышел в финальную часть соревнований, где столкнулся с 40-летним советским ветераном спорта Арсеном Мекокишвили.

Борьба началась на редкость спокойно. Однако вскоре ее размеренный ход был неожиданно для шведа прерван молниеносно выполненной Арсеном подсечкой. Антонссон оказался в партере. Дальше схватка продолжалась в попеременном партере — любимом положении соперника (Антонссона), где не одна голова склонялась под давлением его могучих рук и он буквально втирал противников лопатками в ковер. По жребию первым сверху боролся Антонссон. Он ждал этого момента, чтобы провести свой в совершенстве отточенный на тренировках и отлично закрепленный в соревнованиях переворот разгибанием с захватом шеи из-под дальнего плеча с обвивом одноименной ноги. Этим приемом он в свое время уложил на лопатки многих тяжеловесов мира. Арсен встал в высокий партер. Антонссон бросился на него сверху, пытаясь согнуть шею Арсена вниз и сбить на бок. Но Арсен стоял непоколебимо, как скала, все 3 минуты не сдвинувшись с места. Пришлось поменяться местами. Арсен неоднократно выполнял бросок захватом руки и ноги сбоку, но швед успевал спасаться за счет выбрасывания за ковер. По окончании партера Антонссон не чувствует усталости, еще свеж. Борьба продолжается вновь в стойке. Но под неудержимым натиском советского борца шведский спортсмен отступает, пытаясь защититься уходом за ковер, и почти в конце схватки Арсен проводит сваливание зацепом разноименной голени изнутри. Финальный свисток застает северного гиганта внизу, упорно защищающимся от очередной атаки в партере.— http://www.fila-official.com/images/FILA/livres/PA28/PA28.pdf
Поскольку Мекокишвили ещё в третьем круге победил оставшегося финалиста Кена Ричмонда, эта победа принесла советскому борцу золотую медаль. Во встрече за второе место Антонссон уверенно победил Ричмонда.

## Призовые места
- Арсен Мекокишвили (URS)
- Бертиль Антонссон (SWE)
- Кен Ричмонд (GBR)

## Первый круг
| Штрафных баллов | Участник 1               | Результат    | Участник 2               | Штрафных баллов |
| --------------- | ------------------------ | ------------ | ------------------------ | --------------- |
| 0               | Арсен Мекокишвили (URS)  | Туше (6:05)  | Йожеф Ковач (HUN)        | 3               |
| 0               | Кен Ричмонд (GBR)        | Туше (5:01)  | Адольфо Рамирес (ARG)    | 3               |
| 0               | Бертиль Антонссон (SWE)  | Туше (7:26)  | Йозеф Ружичка (TCH)      | 3               |
| 0               | Тайсто Кангасниеми (FIN) | Туше (11:16) | Ахад Вафадар (IRI)       | 3               |
| 0               | Ирфан Атан (TUR)         | Туше (10:11) | Уильям Керслейк (USA)    | 3               |
| 1               | Натале Веччи (ITA)       | 3-0          | Аугусто Баарендзее (BEL) | 3               |
| 0               | Вилли Вальтнер (GER)     | Пропускал    |                          |                 |

## Второй круг
| Штрафных баллов | Участник 1               | Результат    | Участник 2               | Штрафных баллов |
| --------------- | ------------------------ | ------------ | ------------------------ | --------------- |
| 1               | Арсен Мекокишвили (URS)  | 3-0          | Вилли Вальтнер (GER)     | 3               |
| 1               | Кен Ричмонд (GBR)        | 3-0          | Йожеф Ковач (HUN)        | 6               |
| 0               | Бертиль Антонссон (SWE)  | Туше (3:00)  | Адольфо Рамирес (ARG)    | 6               |
| 0               | Тайсто Кангасниеми (FIN) | Туше (2:20)  | Йозеф Ружичка (TCH)      | 6               |
| 1               | Ирфан Атан (TUR)         | 2-1          | Ахад Вафадар (IRI)       | 6               |
| 3               | Уильям Керслейк (USA)    | Туше (10:23) | Аугусто Баарендзее (BEL) | 6               |
| 1               | Натале Веччи (ITA)       | Пропускал    |                          |                 |

## Третий круг
| Штрафных баллов | Участник 1              | Результат   | Участник 2               | Штрафных баллов |
| --------------- | ----------------------- | ----------- | ------------------------ | --------------- |
| 4               | Вилли Вальтнер (GER)    | 2-1         | Натале Веччи (ITA)       | 4               |
| 2               | Арсен Мекокишвили (URS) | 2-1         | Кен Ричмонд (GBR)        | 4               |
| 1               | Бертиль Антонссон (SWE) | 2-1         | Ирфан Атан (TUR)         | 4               |
| 3               | Уильям Керслейк (USA)   | Туше (2:38) | Тайсто Кангасниеми (FIN) | 3               |

## Четвёртый круг
| Штрафных баллов | Участник 1              | Результат   | Участник 2               | Штрафных баллов |
| --------------- | ----------------------- | ----------- | ------------------------ | --------------- |
| 2               | Арсен Мекокишвили (URS) | Туше (4:10) | Натале Веччи (ITA)       | 7               |
| 4               | Кен Ричмонд (GBR)       | Туше (1:32) | Вилли Вальтнер (GER)     | 7               |
| 2               | Бертиль Антонссон (SWE) | 2-1         | Уильям Керслейк (USA)    | 6               |
| 5               | Ирфан Атан (TUR)        | 3-0         | Тайсто Кангасниеми (FIN) | 6               |

## Финал

### Встреча 1
| Штрафных баллов | Участник 1              | Результат | Участник 2              | Штрафных баллов |
| --------------- | ----------------------- | --------- | ----------------------- | --------------- |
| 3               | Арсен Мекокишвили (URS) | 2-1       | Бертиль Антонссон (SWE) | 5               |
| 4               | Кен Ричмонд (GBR)       | Пропускал |                         |                 |

### Встреча 2
| Штрафных баллов | Участник 1              | Результат   | Участник 2        | Штрафных баллов |
| --------------- | ----------------------- | ----------- | ----------------- | --------------- |
| 5               | Бертиль Антонссон (SWE) | Туше (9:22) | Кен Ричмонд (GBR) | 7               |
| 3               | Арсен Мекокишвили (URS) | Пропускал   |                   |                 |